# Conflicte lingüístic valencià
El conflicte lingüístic valencià, també anomenat conflicte sociolingüístic valencià és un concepte introduït pel lingüista Rafael Lluís Ninyoles en la seua obra de 1969 Conflicte lingüístic valencià: substitució lingüística i ideologies diglòssiques, en el que se descriu el conflicte més o menys manifest entre els àmbits d'ús del valencià i del castellà al País Valencià. Este conflicte s'hauria originat durant el franquisme i per a la dècada del 2000 ja hauria deixat de ser un tema merament lingüístic, esdevenint una qüestió política.
En 1969 el lingüista Rafael Lluís Ninyoles va ser el primer a aplicar el concepte de conflicte lingüístic per al cas del valencià, si bé des dels primers anys de la dècada de 1960, Joan Fuster havia explicitat la idea a diferents escrits. Ninyoles, situant el tema en la dinàmica conflictiva que sol generar tot contacte de llengües, analitzava aspectes del conflicte lingüístic valencià que incloïen la discussió sobre el nom de la llengua catalana-valenciana i la relació del valencià amb la resta de varietats de la mateixa llengua, discussió que esclataria durant la Transició Espanyola en allò que es conegué com a batalla de València. La discussió sobre el valencià i el català, tot i haver centrat el debat, sovint deixa de banda altres factors, que constituïxen el vertader rerefons del conflicte lingüístic valencià: la marginalitat institucional de la llengua catalana-valenciana al País Valencià.